# 顾淳 (明朝)
顾淳（15世纪—1473年），明朝镇远侯顾兴祖孙，顾翰子，后继承祖父爵位。

## 生平

### 袭封
天順七年（1463年）閏七月，顾兴祖去世，因顾翰已经去世，天順八年四月，顾淳直接继承了祖父的爵位，岁禄一千石。
八月，顾淳因占夺田地被下狱，然后获释。
成化元年（1465年）四月，遣英国公张懋、安远侯柳景、顾淳、驸马都尉焦敬、平江伯陈锐充正使，通政使司右通政刘济、大理寺右寺丞宋旻、户科给事中李森、刑科给事中左贤、刑部郎中余洵充副使，持节册封赵悼王朱祁镃庶长子朱见灂为赵王，东安恭定王朱季塛庶长子朱均鈋为楚王，庶次子朱均钸为东安王，晋王朱锺铉庶第三子朱奇溶为河中王，岷世子朱音埑为岷王，妃汤氏进为岷王妃，南城兵马副指挥同知徐洪女为上高王朱觐钧妃。
成化三年（1467年）九月，遣顾淳、隆平侯张佑、广平侯袁瑄、武安侯郑宏、阳武侯薛琮为正使，尚宝司司丞李木、户科给事中彭序、工科给事中张琳、吏部郎中张寰、刑部郎中陆昹为副使，封鲁世子朱泰堪为鲁王，妃赵氏进封为鲁王妃，世孙朱阳铸进封为鲁世子，夫人张氏为世子妃，荆王弟朱见澋为樊山王，周王庶子朱同䤪为上洛王，朱同铌为鲁阳王，永宁靖僖王朱有灮长子朱子场为永宁王，兵马指挥李福女为赵王妃，长沙卫指挥使武英女为岷世子朱膺鉟妃，百姓李庆女为永宁王妃。
成化四年（1468年）五月，遣张佑、顾淳、驸马都尉石璟、丰润伯曹振为正使，尚宝司少卿杨䆃、兵科给事中萧璇、刑科给事中虞瑶、吏部郎中倪辅为副使，持节封郑世子朱祁锳为郑王，肃康王朱贍焰庶长子洵阳王朱禄埤为肃王，赵府襄邑王朱祁锃嫡长子朱见滃为襄邑王，秦王朱公锡庶长子朱诚泳为镇安王。
成化五年（1469年）十一月，命顾淳、驸马王增、永顺伯薛辅、吏部右侍郎叶盛、户部右侍郎为正使，尚宝司司丞蒋敌、刑科给事中雷泽、礼部郎中孙洪、刑部郎中陆昹、工部郎中蔡志为副使，持节册封封丘康懿王朱有煴庶长子朱子堼为封丘王，永和昭定王朱济烺孙朱锺铗为永和王，夫人张氏为永和王妃，钜野僖顺王朱泰墱长子朱阳鎣为钜野王，夫人孔氏为钜野王妃，稷山庄靖王朱幼垬庶长子朱诠鋈为稷山王，蕲州知州何尧中女为蕲府都梁王朱见溥妃，赣州府知府谢昹女为樊山王妃。
成化七年（1471年）二月，命顾淳、驸马都尉蔡震、平乡伯陈政、安顺伯薛珤、永顺伯薛辅、保定伯孟昂为正使，尚宝司卿杨䆃、吏科给事中梁镛、户科给事中杜峤、兵部郎中刘洪、刑部郎中刘本、工部署郎中事员外郎项文泰为副使，持节册封郑王长子朱见滋为世子，靖江庄简王朱佐敬嫡长孙朱规裕为靖江王，蜀王朱申鈘第三弟朱申凿为通江王，第四弟朱申锯为南川王，岷府江川恭惠王朱徽煝庶长子镇国将军朱音坄为江川王，周王朱子埅第五子朱同钧为临湍王，第六子朱同鉣为堵阳王，西城兵马副指挥李会女为代府山阴王朱仕堸妃。
十二月，顾淳请求送祖母丧归葬南京祖坟，获准。

### 去世
成化九年（1473年）三月，顾淳卒，辍朝一日，赐葬祭如例。无子，由堂弟顾溥袭爵。史书没有记载顾淳是否有谥号。七月，给顾溥禄米，因是作为旁支袭爵，禄米减少为八百石，本色三百五十石，其余为折色。

## 分歧记载
《明宪宗纯皇帝实录卷之一百三十二》作成化十年（1474年）九月，命保定侯梁傅、恭顺侯吴鑑、泰宁侯陈桓、顾淳、驸马都尉王增、蔡震、杨伟、樊凯、马城、游泰、靖远伯王添、崇信伯费淮、武进伯朱霖、宁晋伯刘禄等新袭侯伯及年少驸马送国子监读书习礼，误，此处顾淳应为顾溥。